# Église Saint-Pierre de Petersham
L'église Saint-Pierre (anglais: St Peter's Church) est l'église paroissiale du village de Petersham, dans l'arrondissement londonien de Richmond upon Thames. Elle fait partie du diocèse de Southwark dans l'Église d'Angleterre. Le corps principal de l'édifice religieux date du XVIe siècle. Toutefois certaines parties du chœur datent du XIIIe siècle et des preuves, dans le Domesday Book, suggèrent qu'il y avait peut-être une église sur le site à l'époque saxonne. Nikolaus Pevsner et Bridget Cherry la décrivent comme une « église au charme peu commun… [dont] l'intérieur est bien conservé dans son état pré-victorien ». L'église, classée Grade II*, comprend des boxes en bois géorgiens, une chaire à deux étages fabriquée en 1796, et un bas-relief des armes royales de la maison de Hanovre, installée en 1810. Son orgue classique a été installé à l'extrémité sud fin 2009 par la Manufacture d'Orgues St Martin de Neuchâtel, et une salle paroissiale séparée a été ajoutée en 2018. De nombreuses personnalités sont enterrées dans le cimetière, qui comprend plusieurs tombes classées Grade II.

## Mariages à Saint-Pierre
Le prince Rupert du Rhin, cousin de Charles II, aurait épousé, à Petersham en 1664, Lady Francesca Bard, mère de son fils Dudley Bard (né vers 1666).
Elizabeth Murray, comtesse de Dysart, qui vivait à Ham House, épousa son deuxième mari, John Maitland, 1er duc de Lauderdale, en 1672.
Lady Jane Hyde, fille de Henry Hyde, comte de Rochester, épousa William Capell, 3e comte d'Essex à l'église le 27 novembre 1718. Son portrait par Sir Godfrey Kneller est conservé au musée de Watford.
Claude Bowes-Lyon, Lord Glamis et Cecilia Cavendish-Bentinck, qui vivaient à Forbes House sur Ham Common, se sont mariés à l'église en 1881,. Leur fille, Elizabeth Bowes-Lyon, épousa le duc d'York en 1923 et devint reine Elizabeth en 1936 lorsque le duc monta sur le trône sous le nom de roi George VI.

## Enterrements et monuments commémoratifs dans le cimetière
Lodowick Carlell (1602–1675), dramaturge, et son épouse Joan Carlile (vers 1606–1679), portraitiste, qui avaient vécu à Petersham Lodge à Richmond Park, sont enterrés ensemble dans le cimetière, mais l'emplacement de leur tombe n'est pas connu.
La plus ancienne pierre tombale du cimetière est celle de Mary Karze (morte en 1686). Elle est classée Grade II.

## Galerie

### Intérieur de l'église

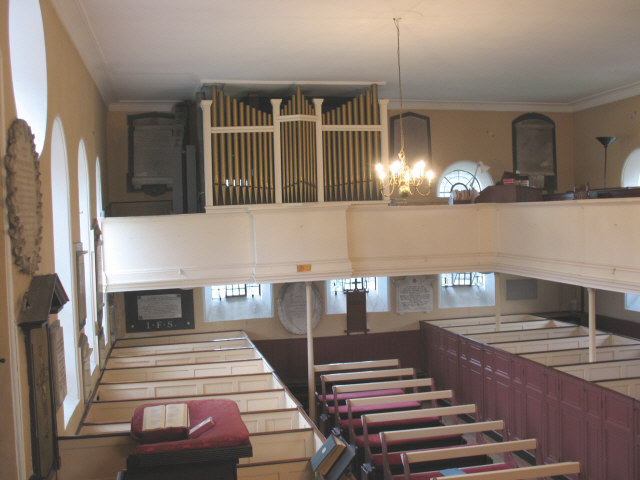
L'intérieur de l'église, montrant les boxes géorgiens et l'orgue de tribune surprenants
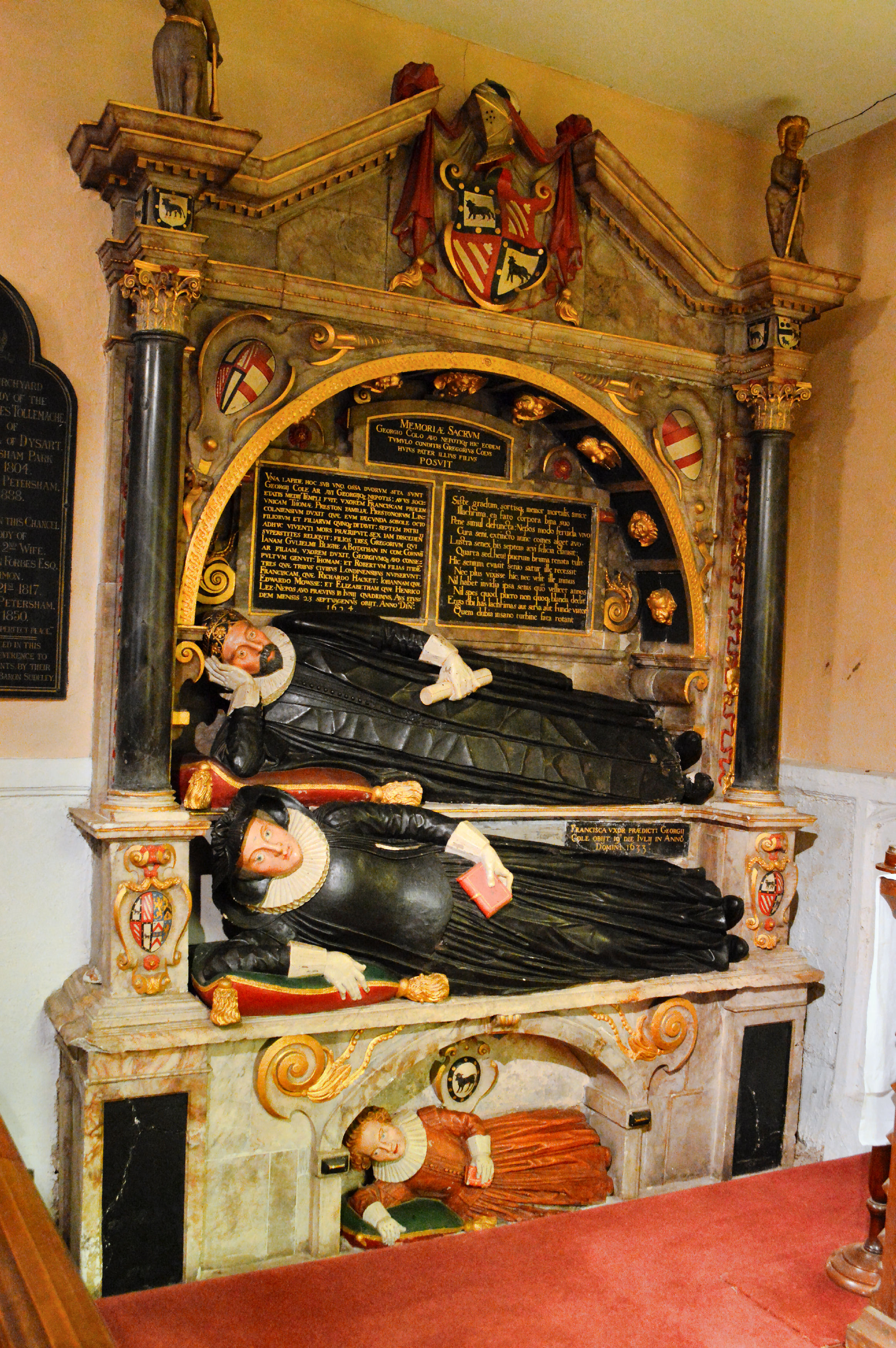
Mémorial à Sir George Cole

### Extérieur de l'église et cimetière

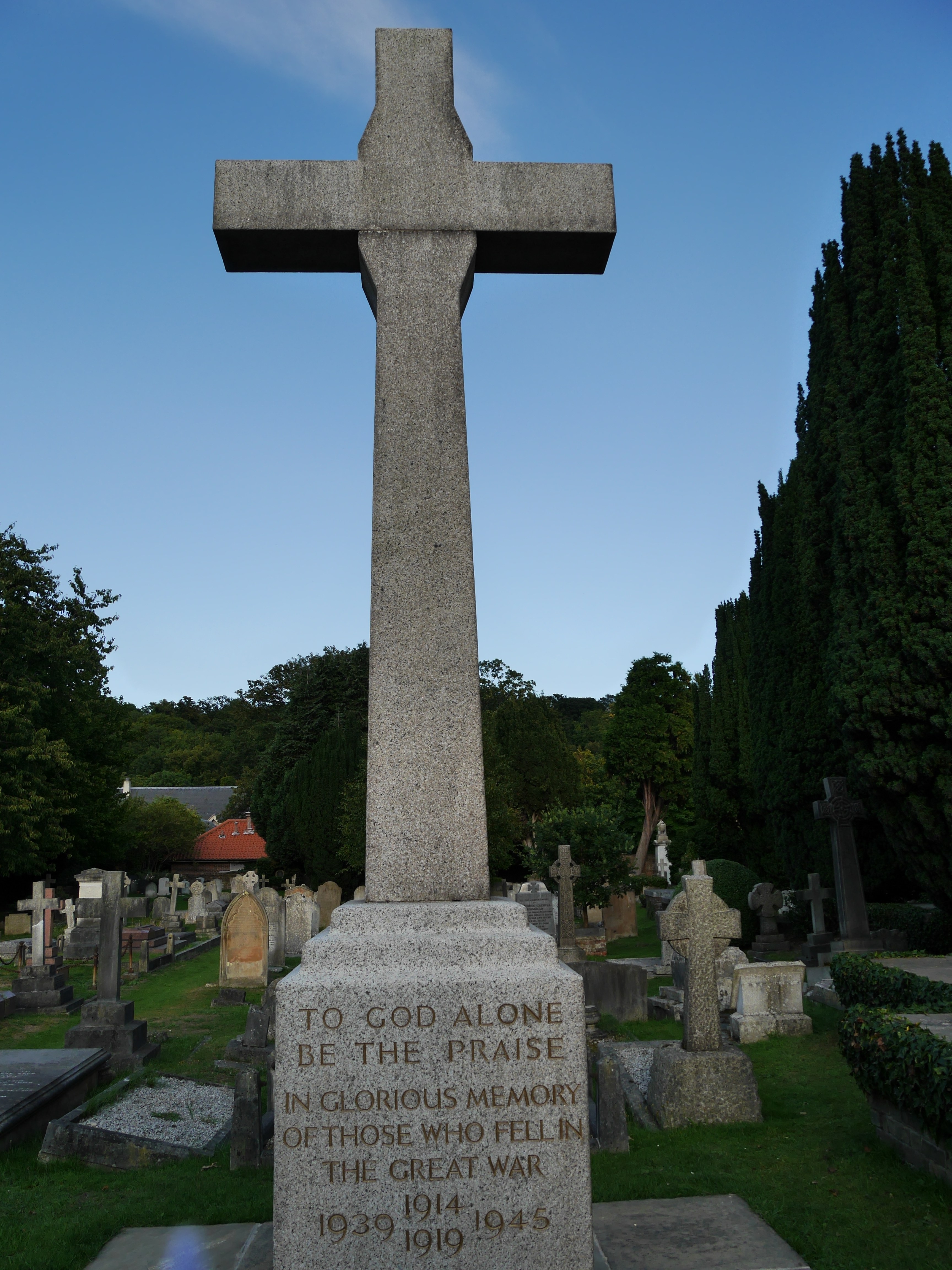
Le mémorial de guerre de Petersham dans le cimetière
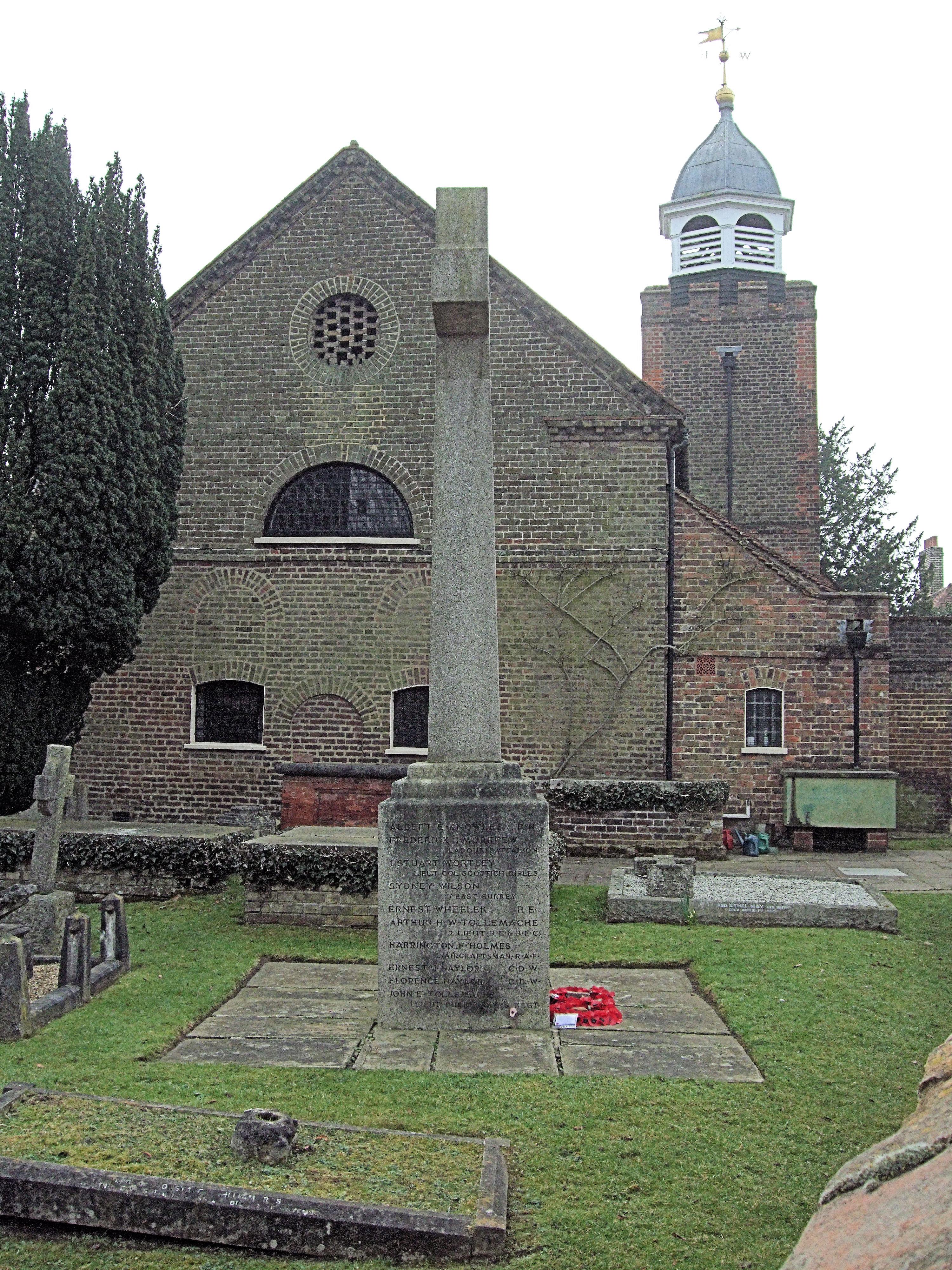
Monument aux morts
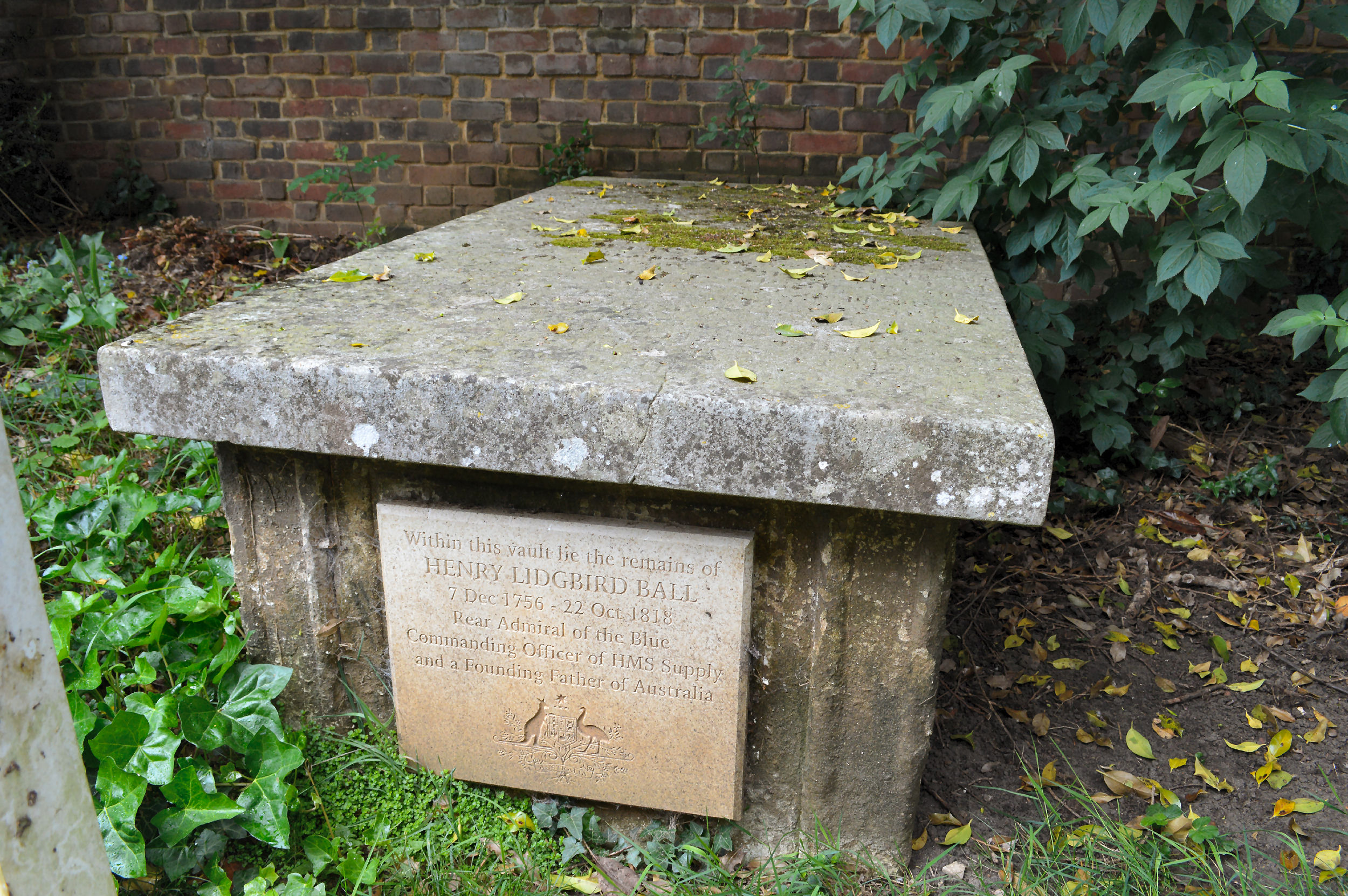
Une plaque du 21e siècle commémore l'enterrement d'Henry Lidgbird Ball dans le caveau familial de sa femme Anne Georgianna Henrietta Johnston
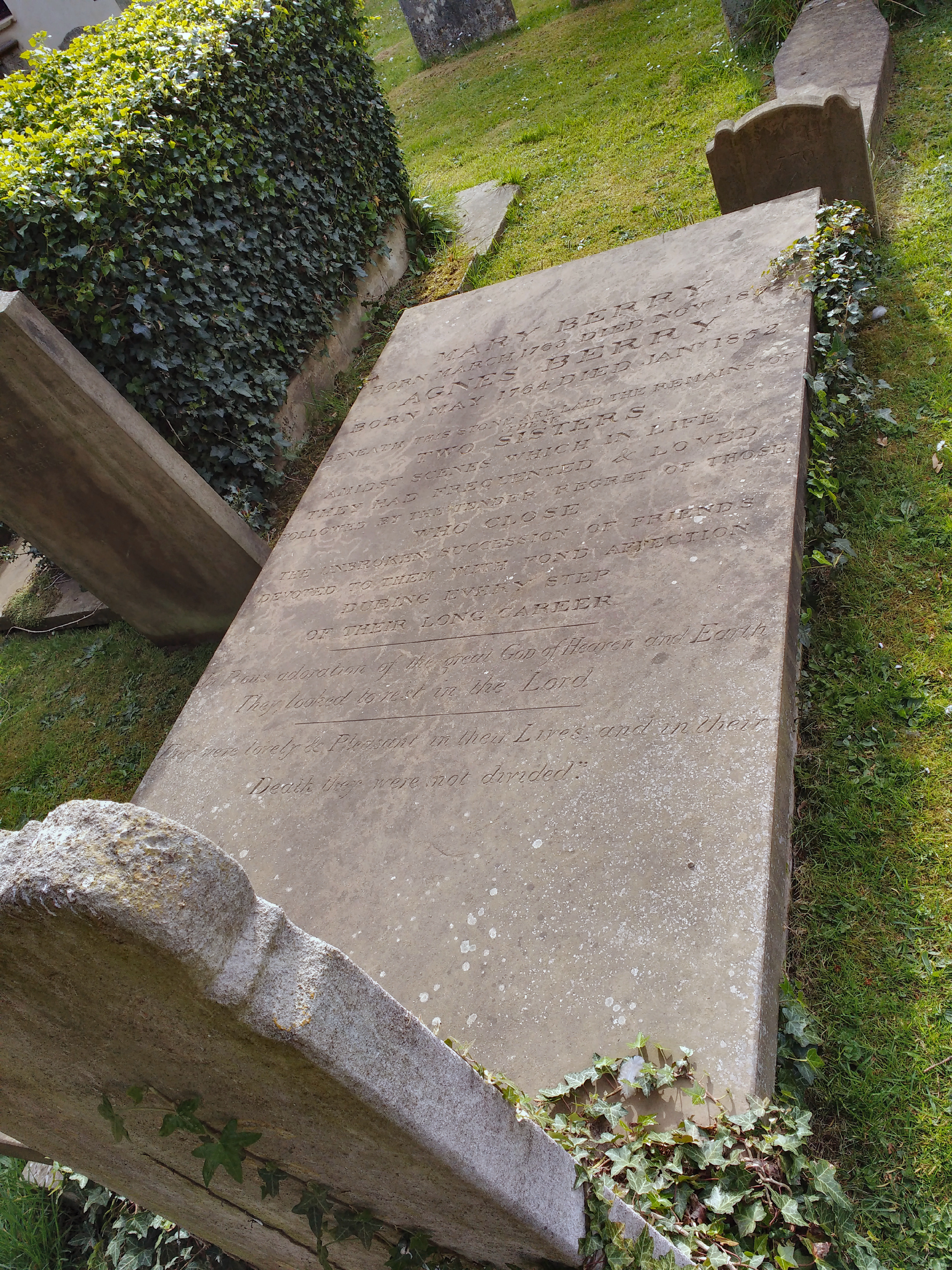
Tombe de Marie et Agnès Berry
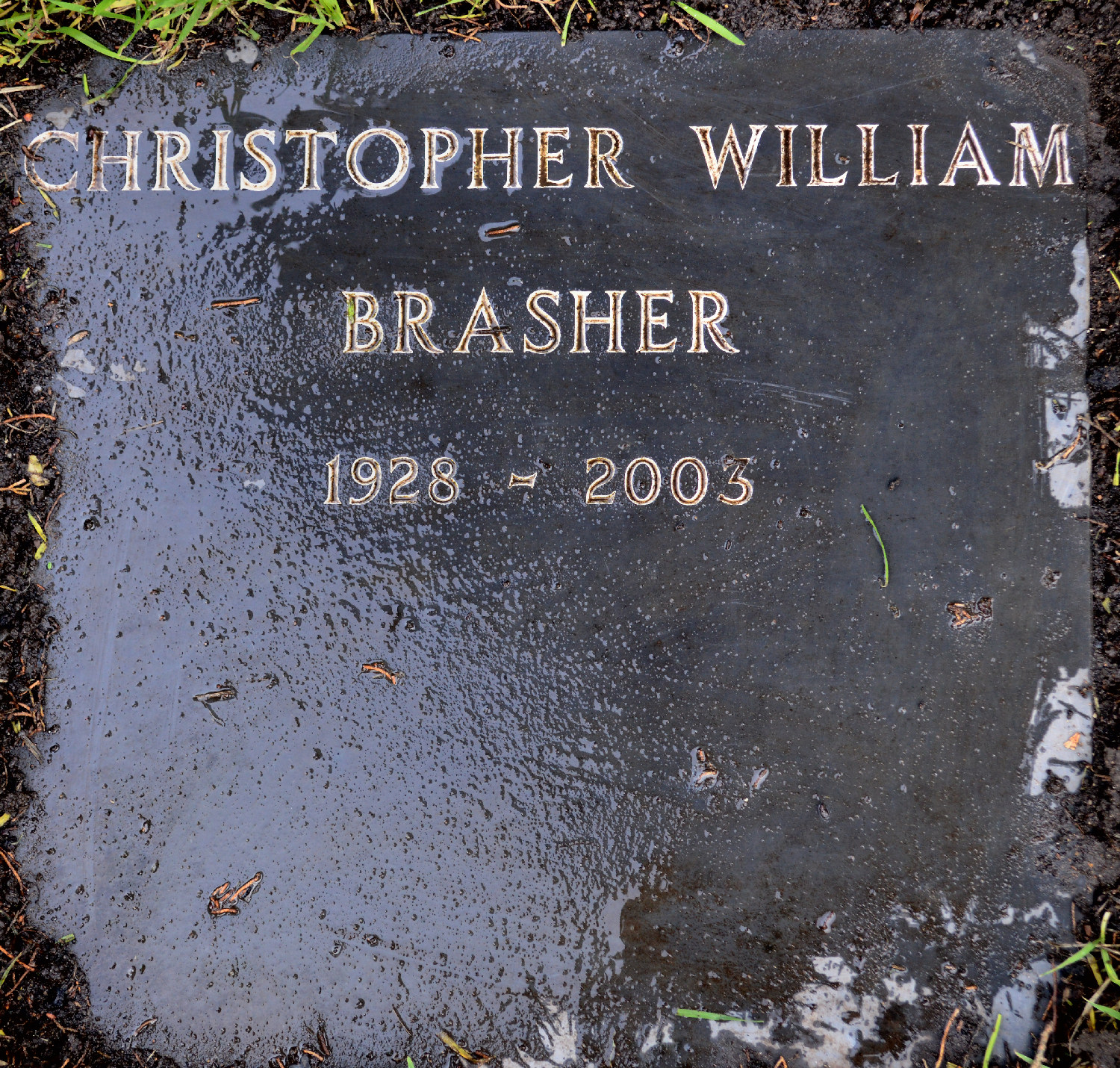
Tombe de Chris Brasher
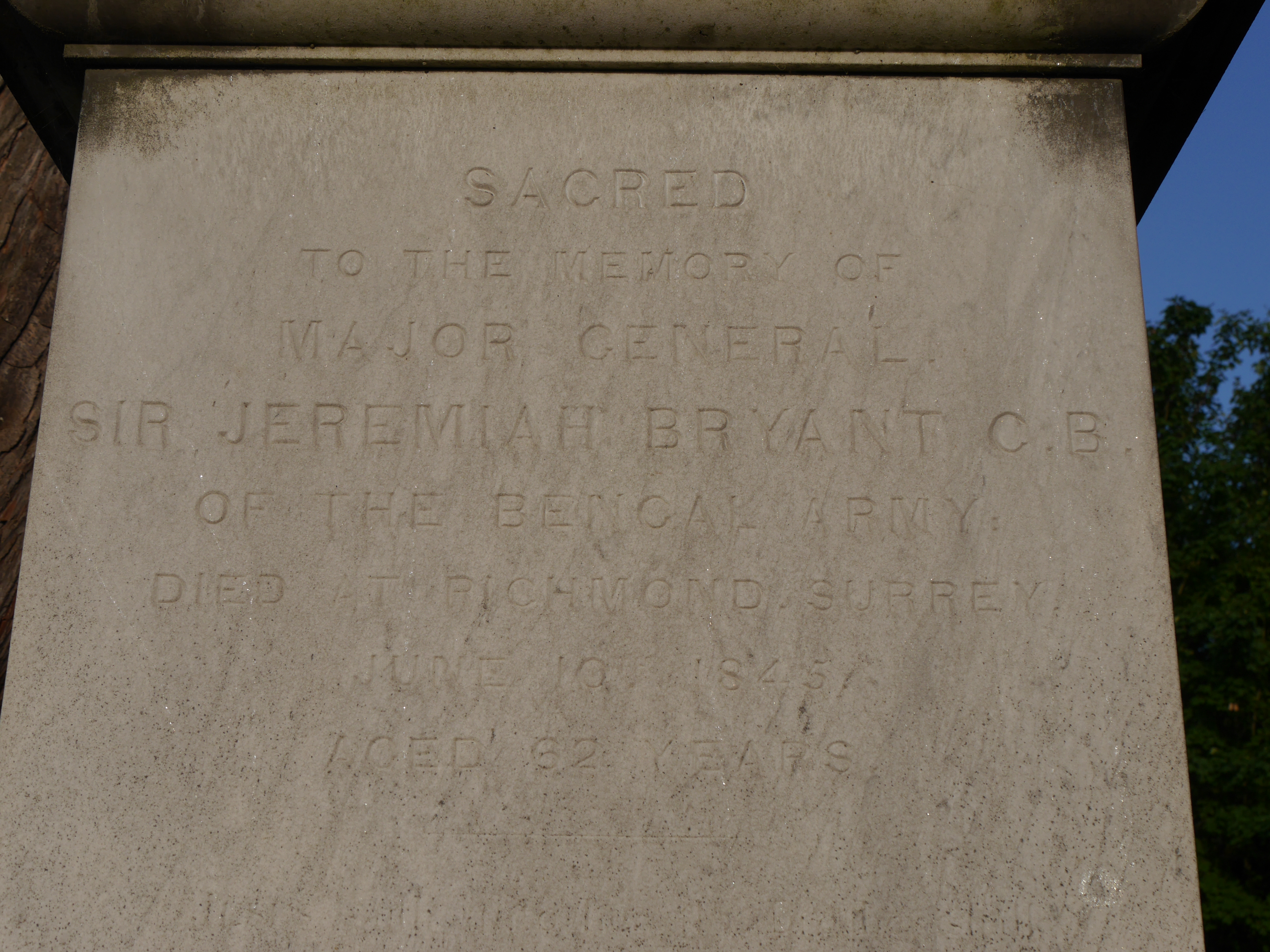
Monument funéraire de Jérémie Bryant
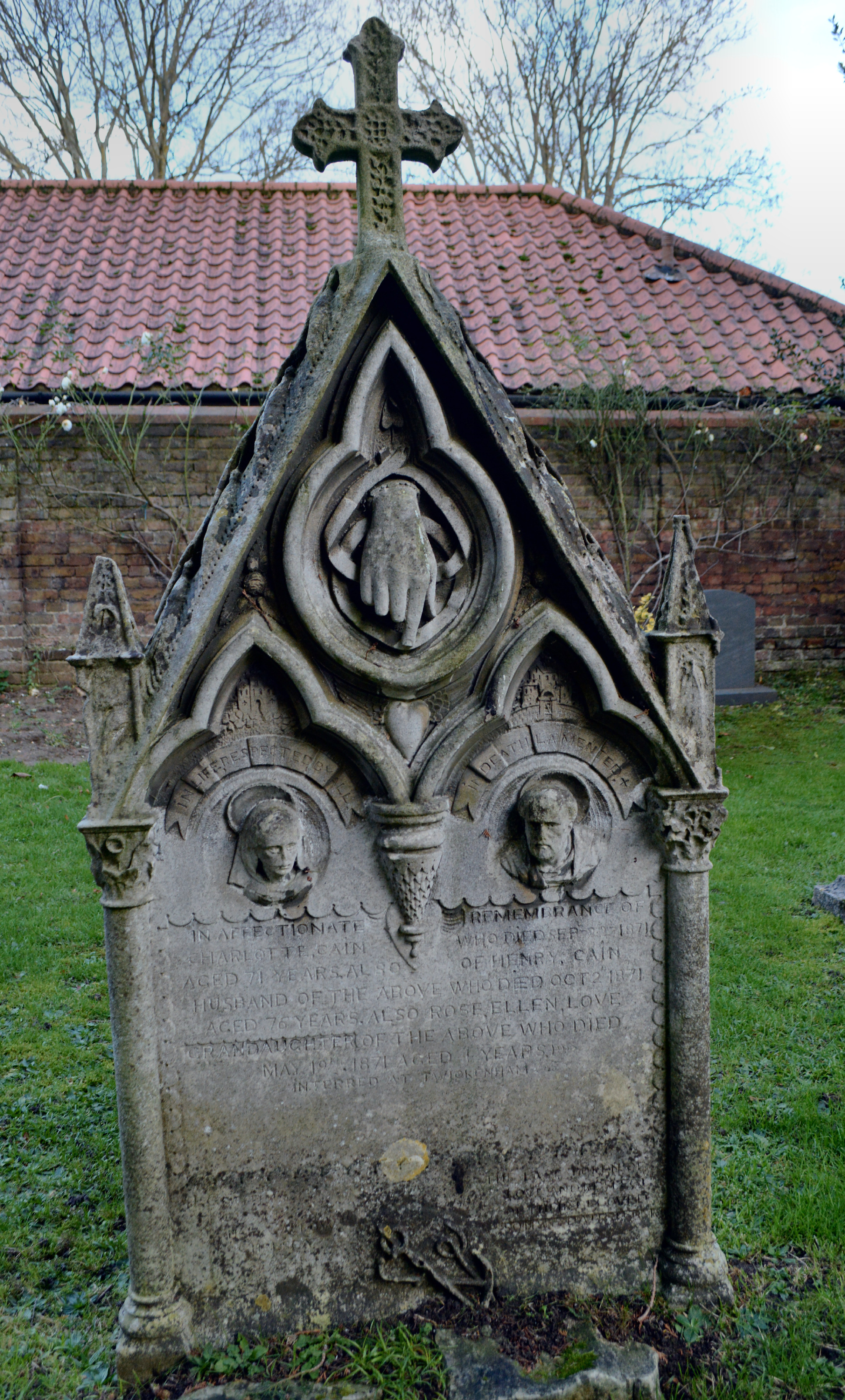
Pierre tombale néogothique de Henry et Charlotte Caïn (1871)
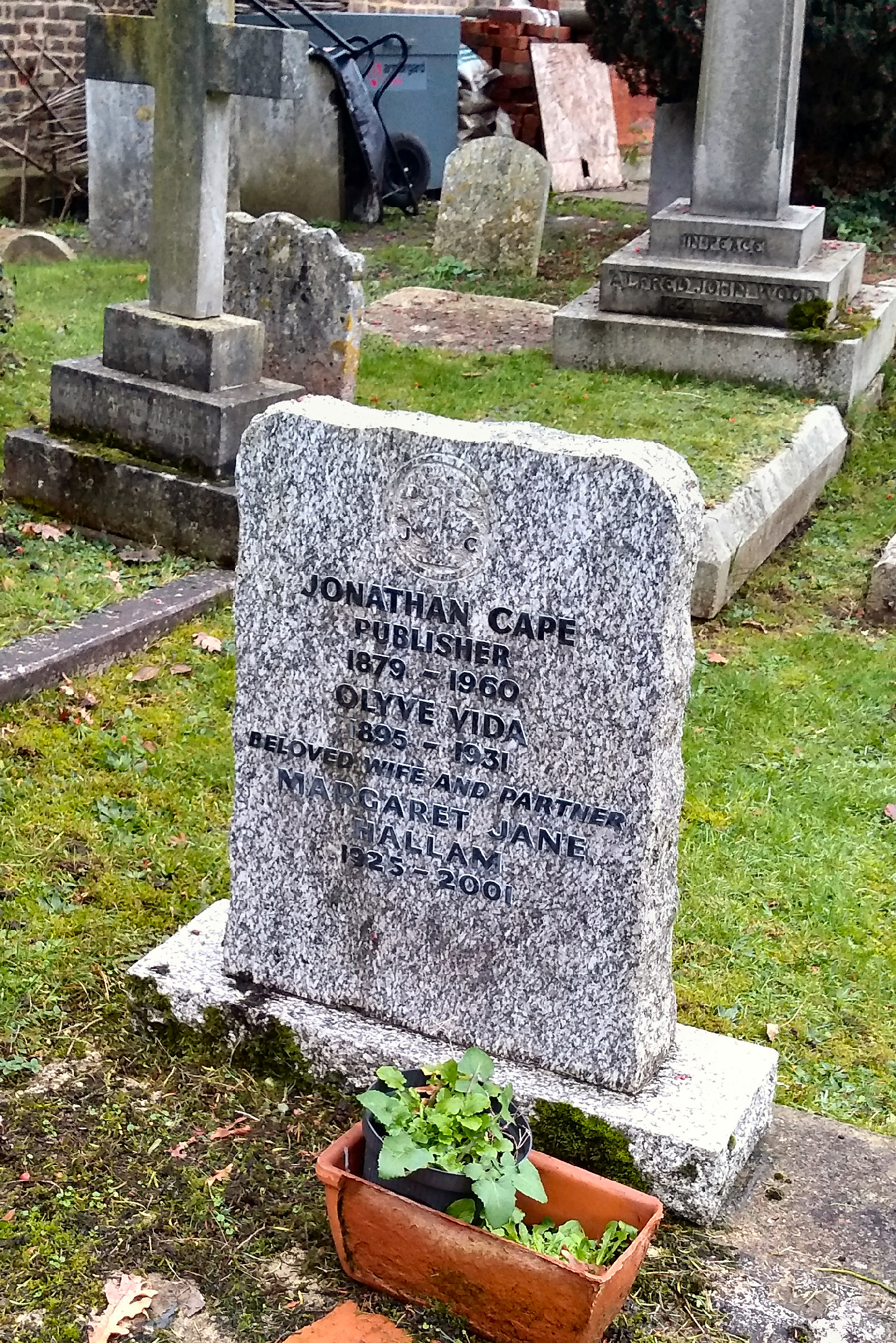
Tombe de l'éditeur Jonathan Cape
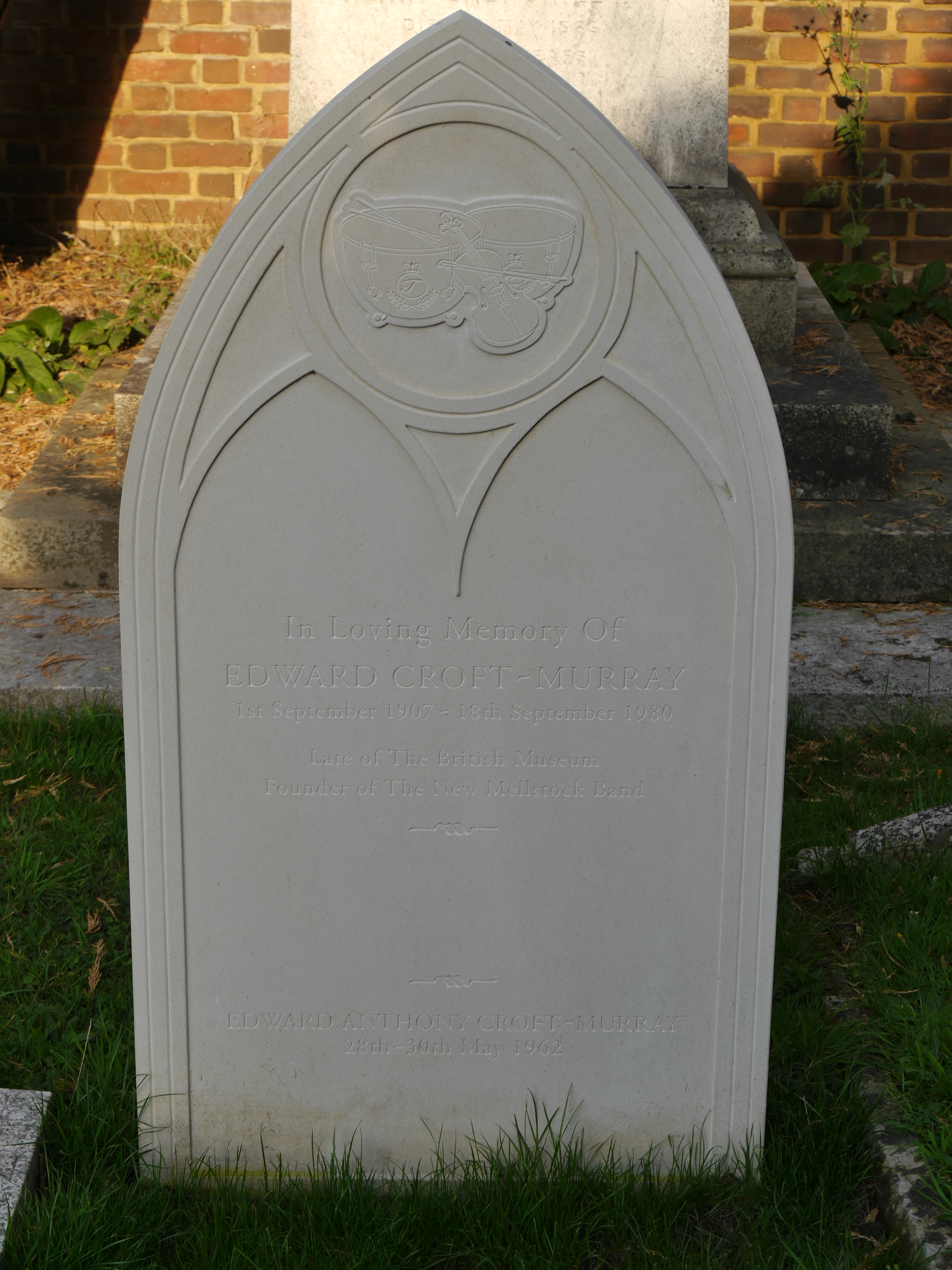
Tombe d'Edward Croft-Murray
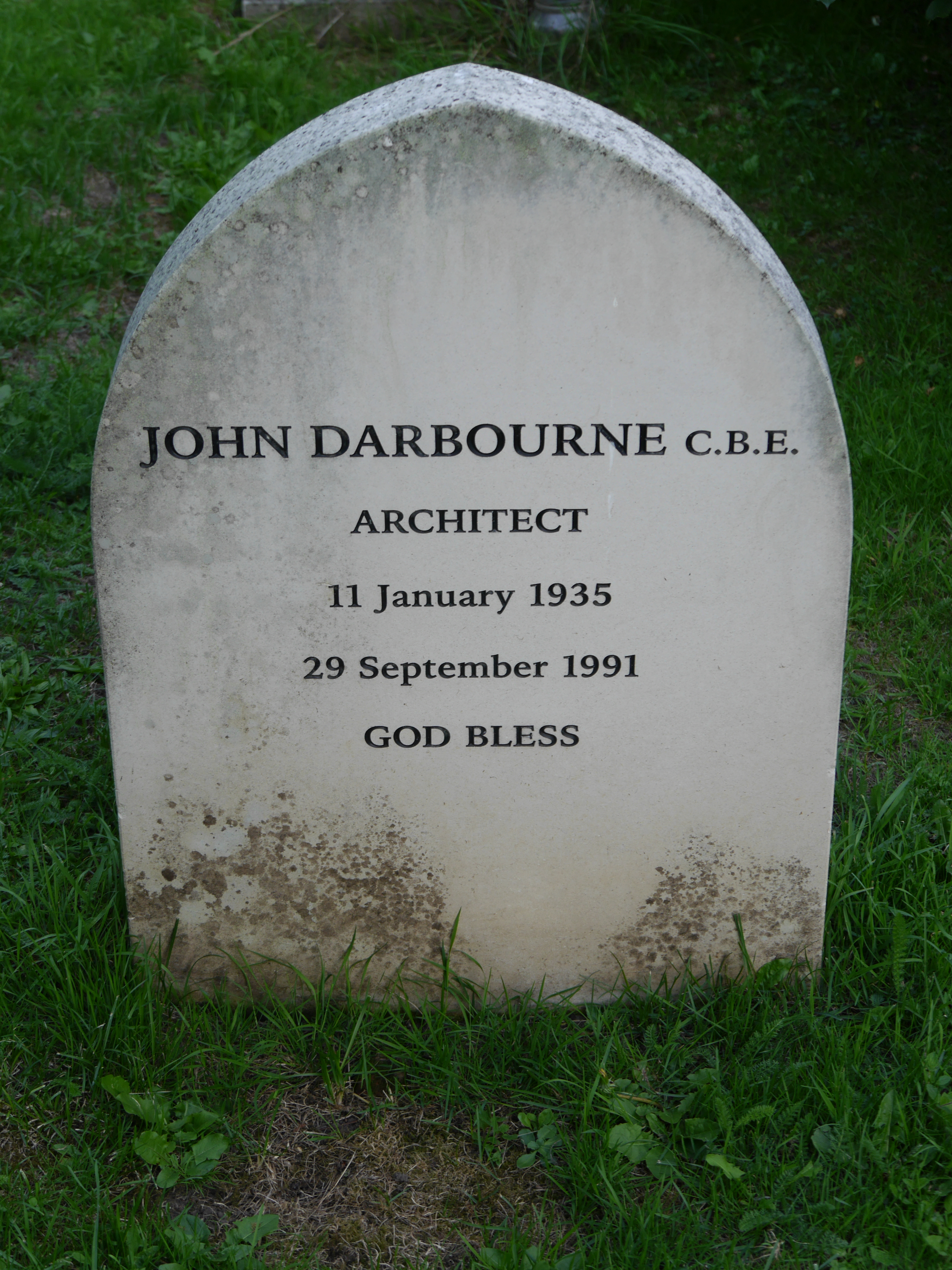
Tombe de John Darbourne
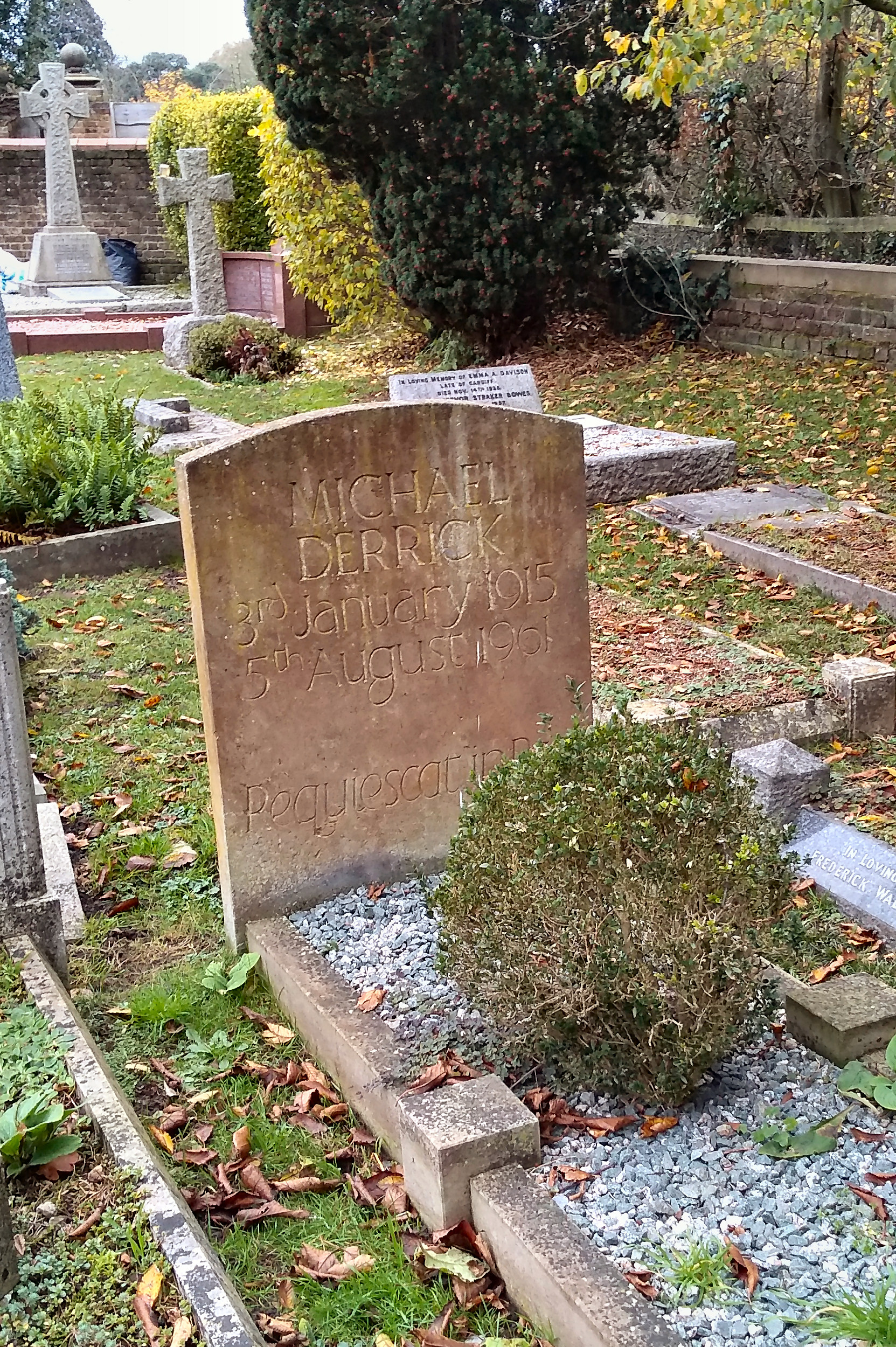
Tombe de Michael Derrick
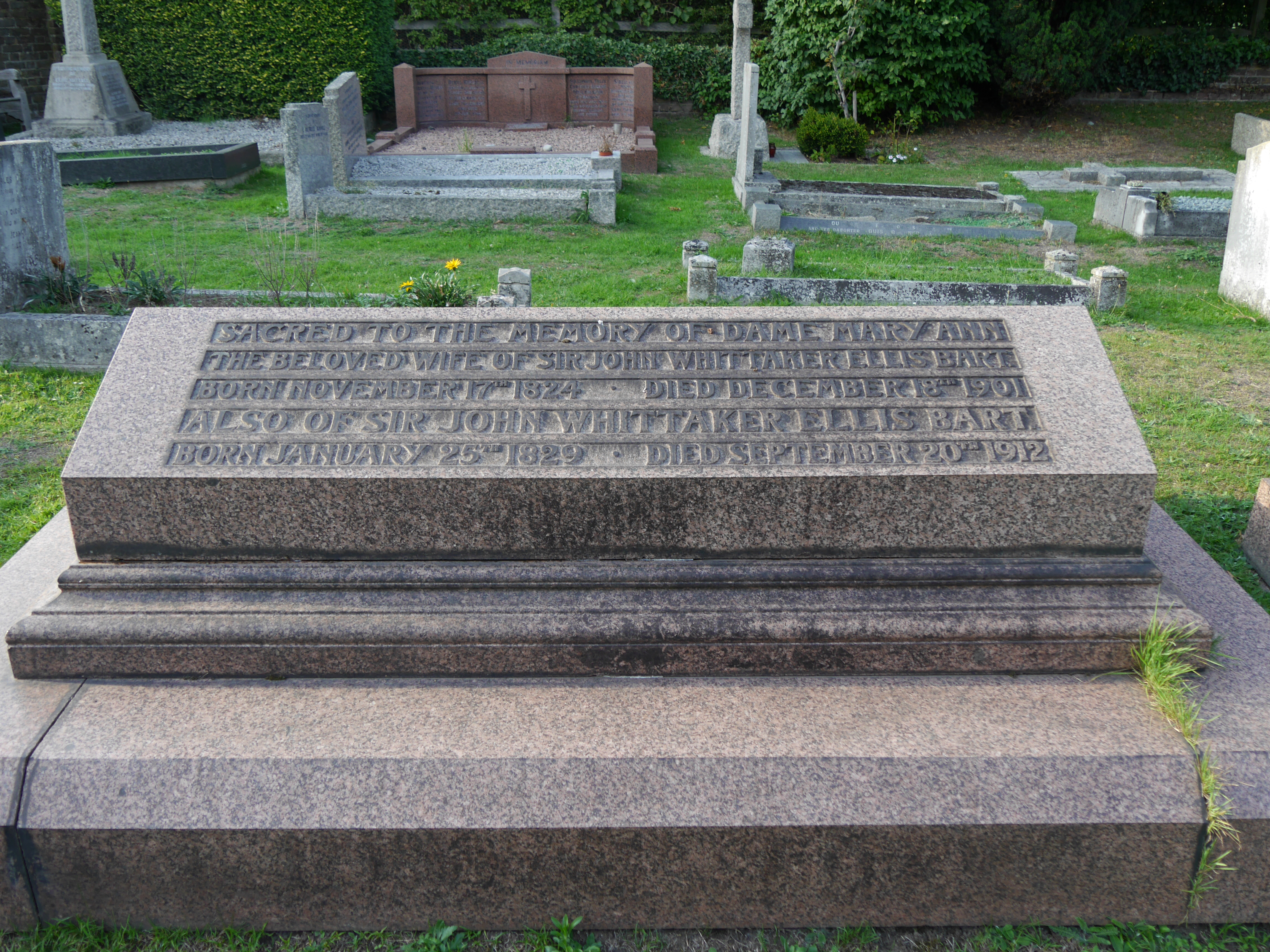
Tombeau familial de Sir John Whittaker Ellis
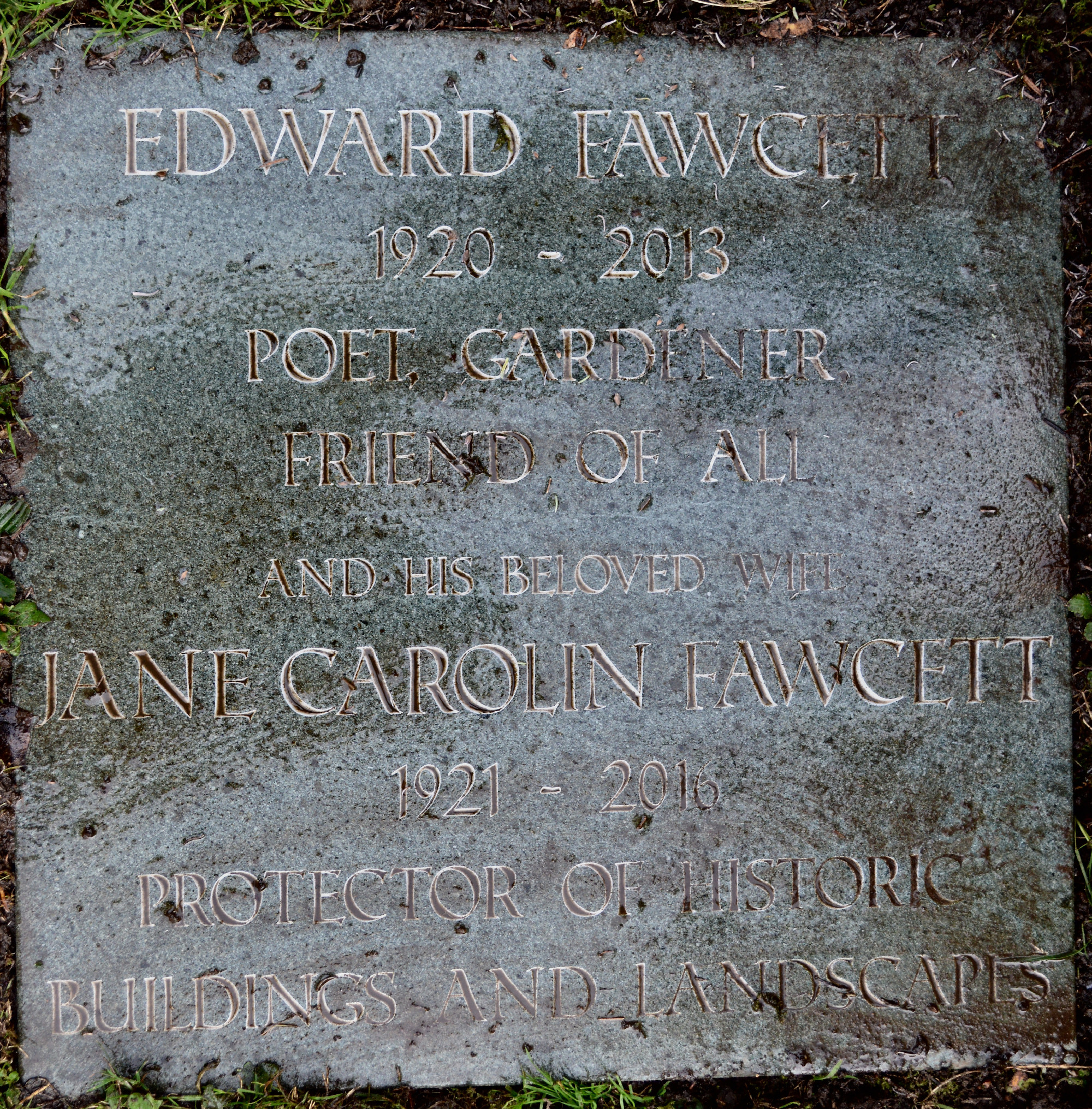
Mémorial à Edward et Jane Fawcett
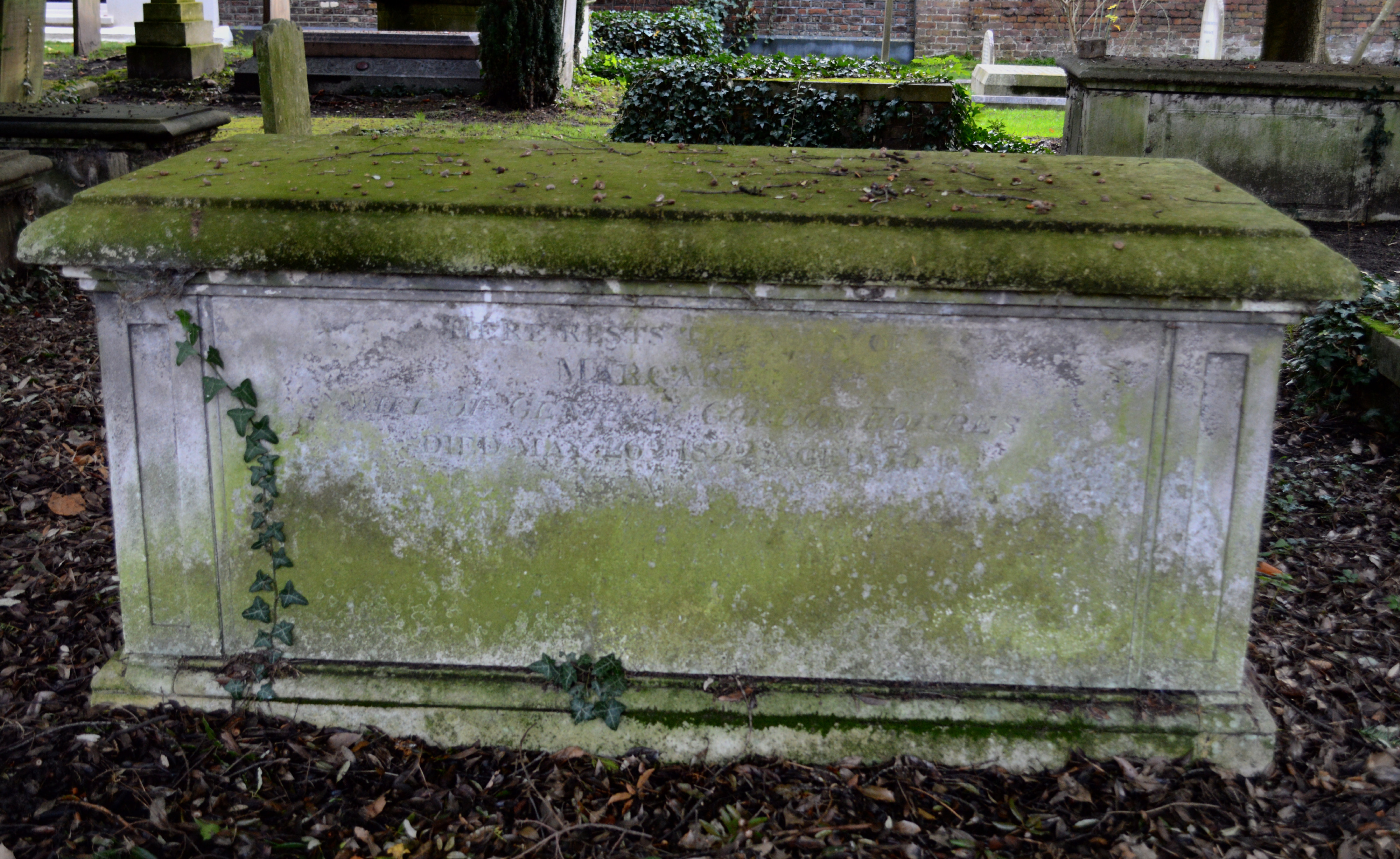
Tombe du général d'armée Gordon Forbes
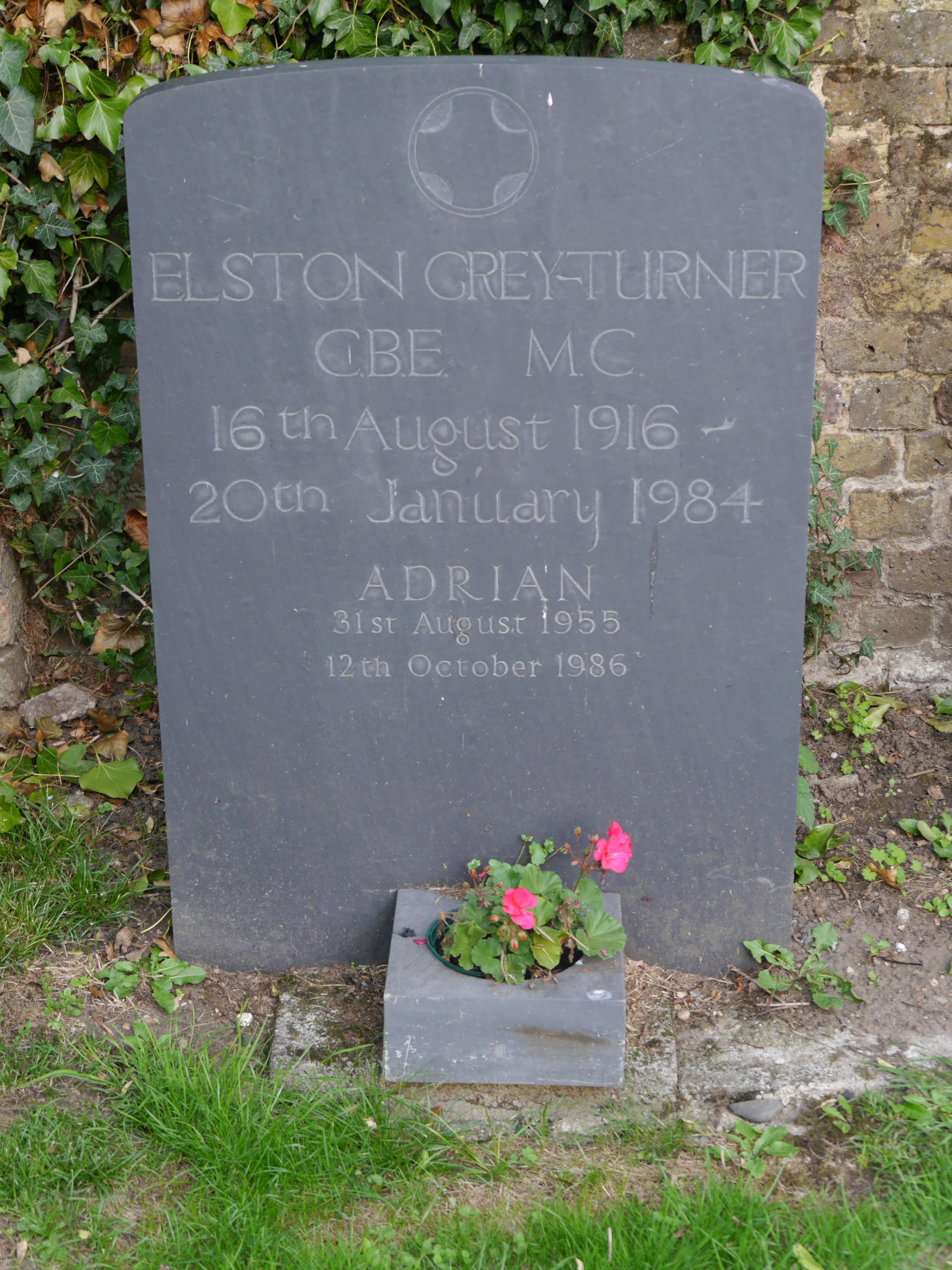
Tombe d'Elston Grey-Turner
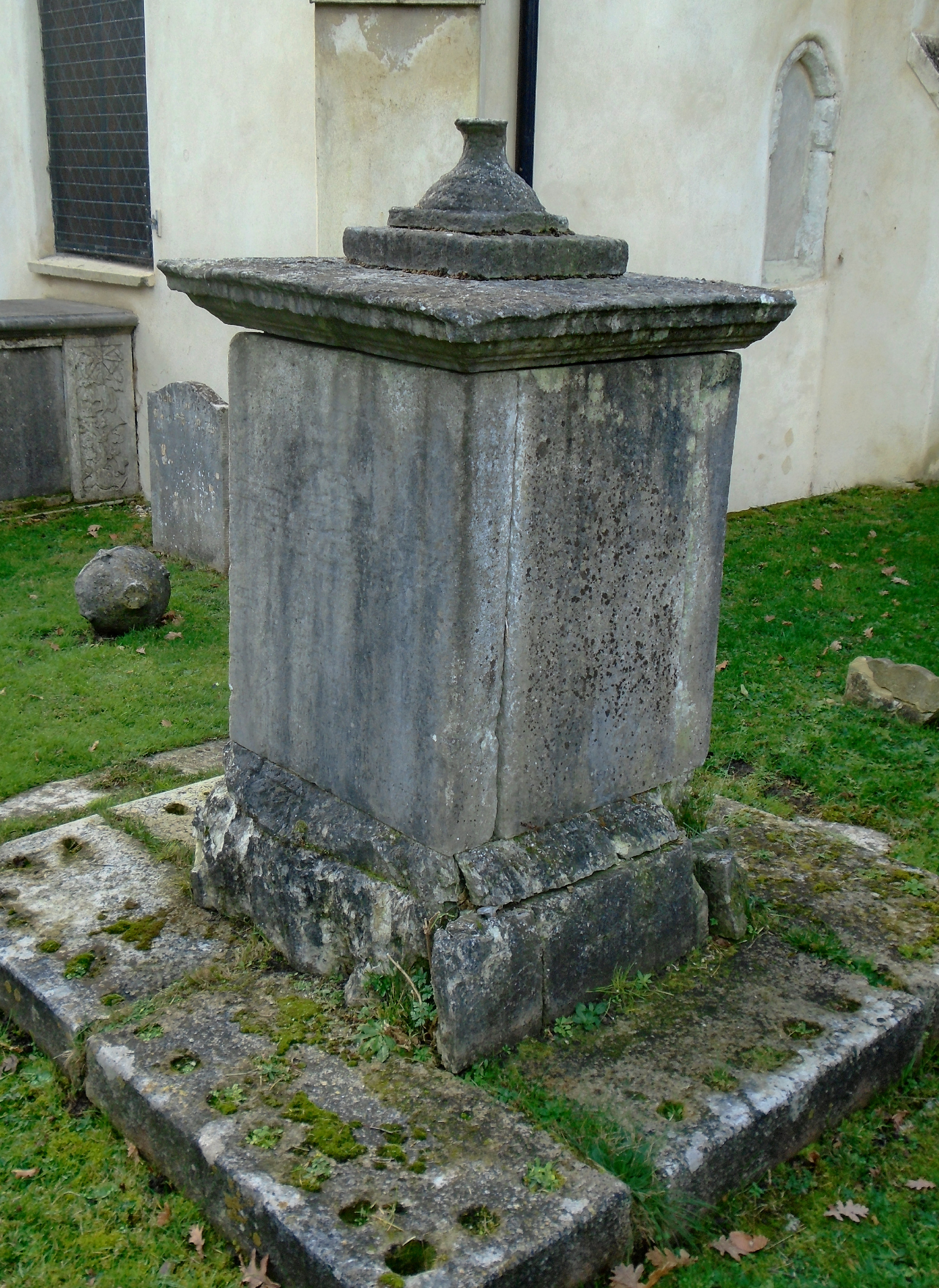
Tombeau de la famille Halhead
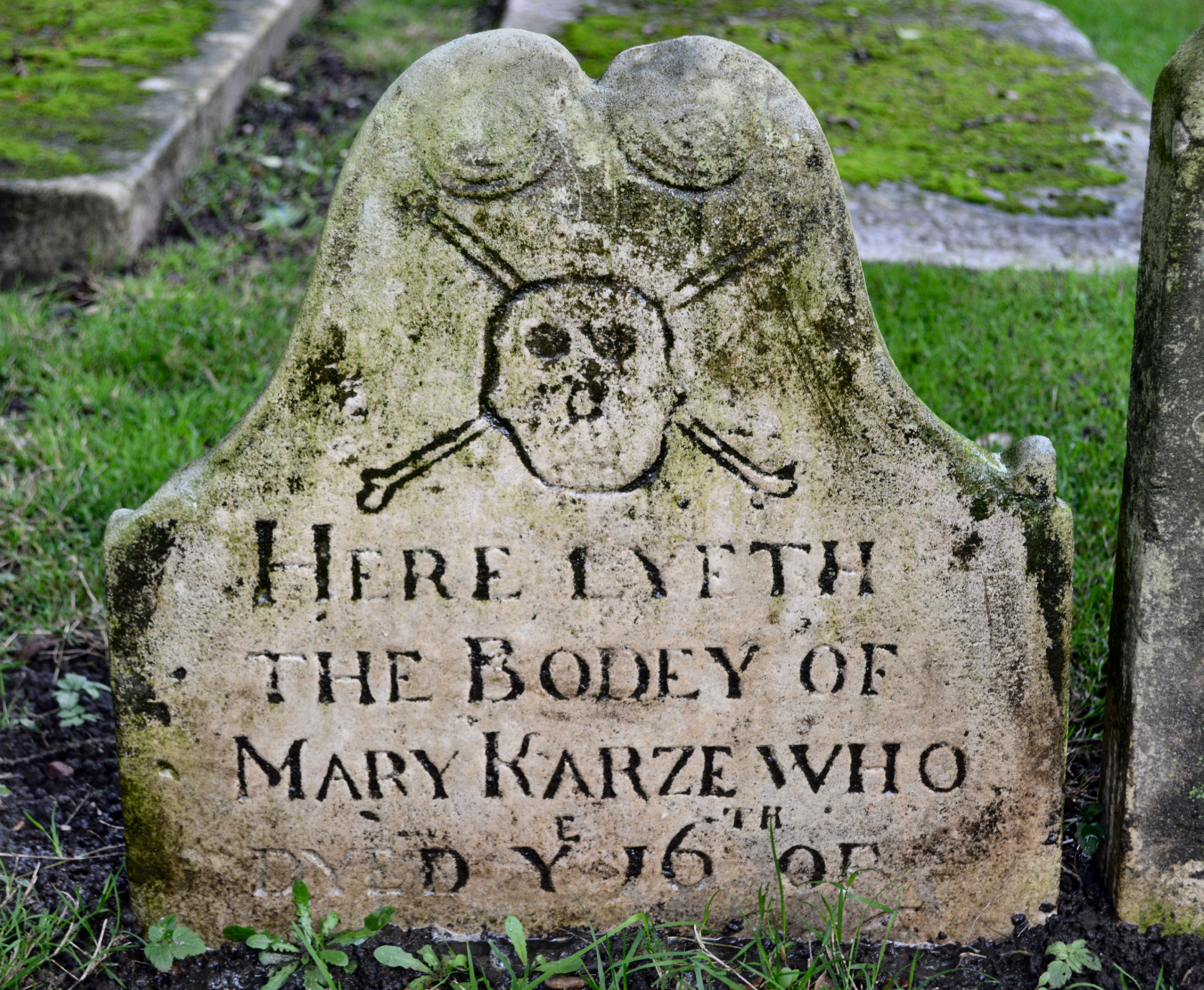
Mary Karze « qui est morte le 16 avril 1686 »
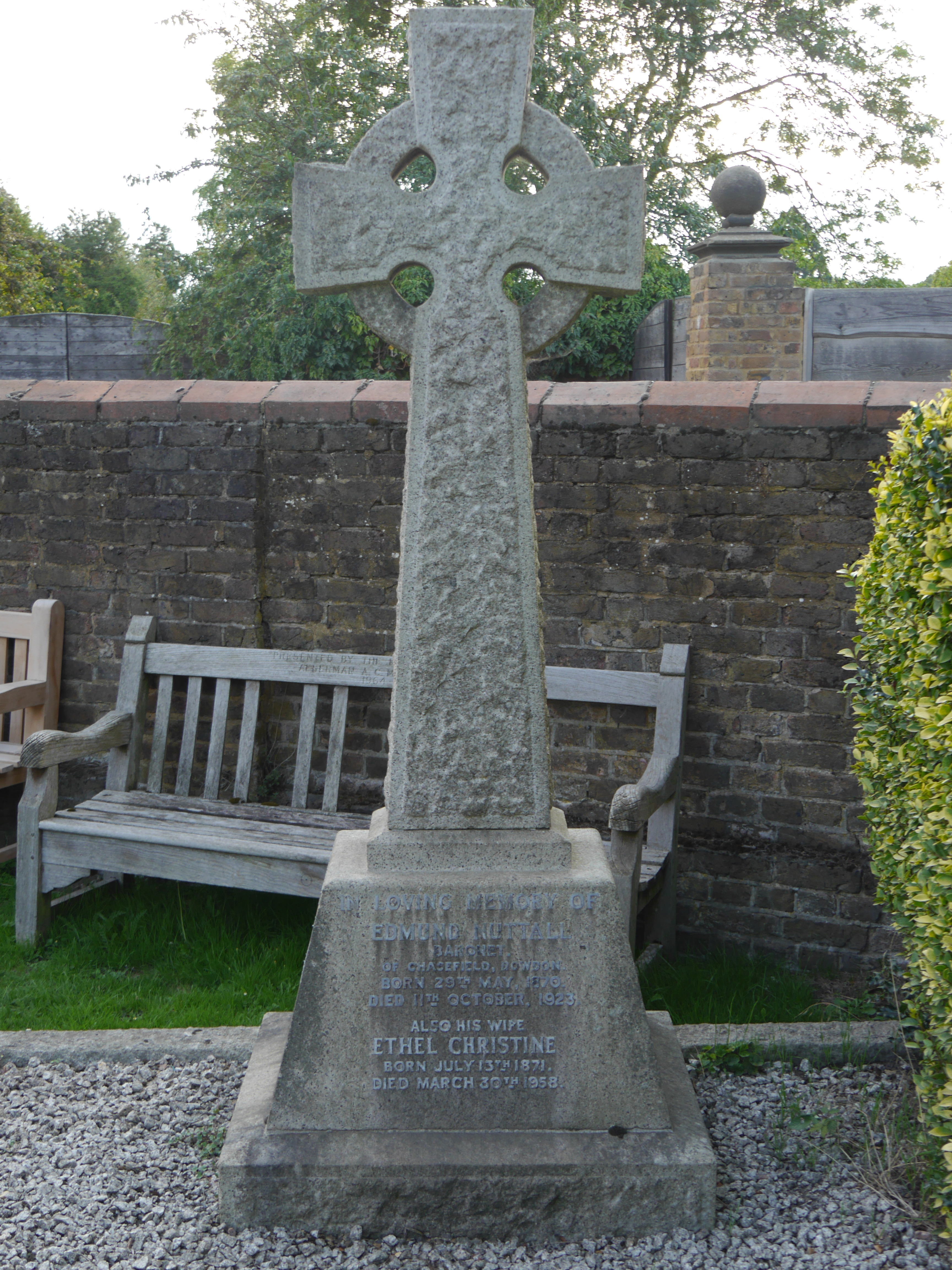
Monument à Sir Edmund Nuttall et à son épouse Christine
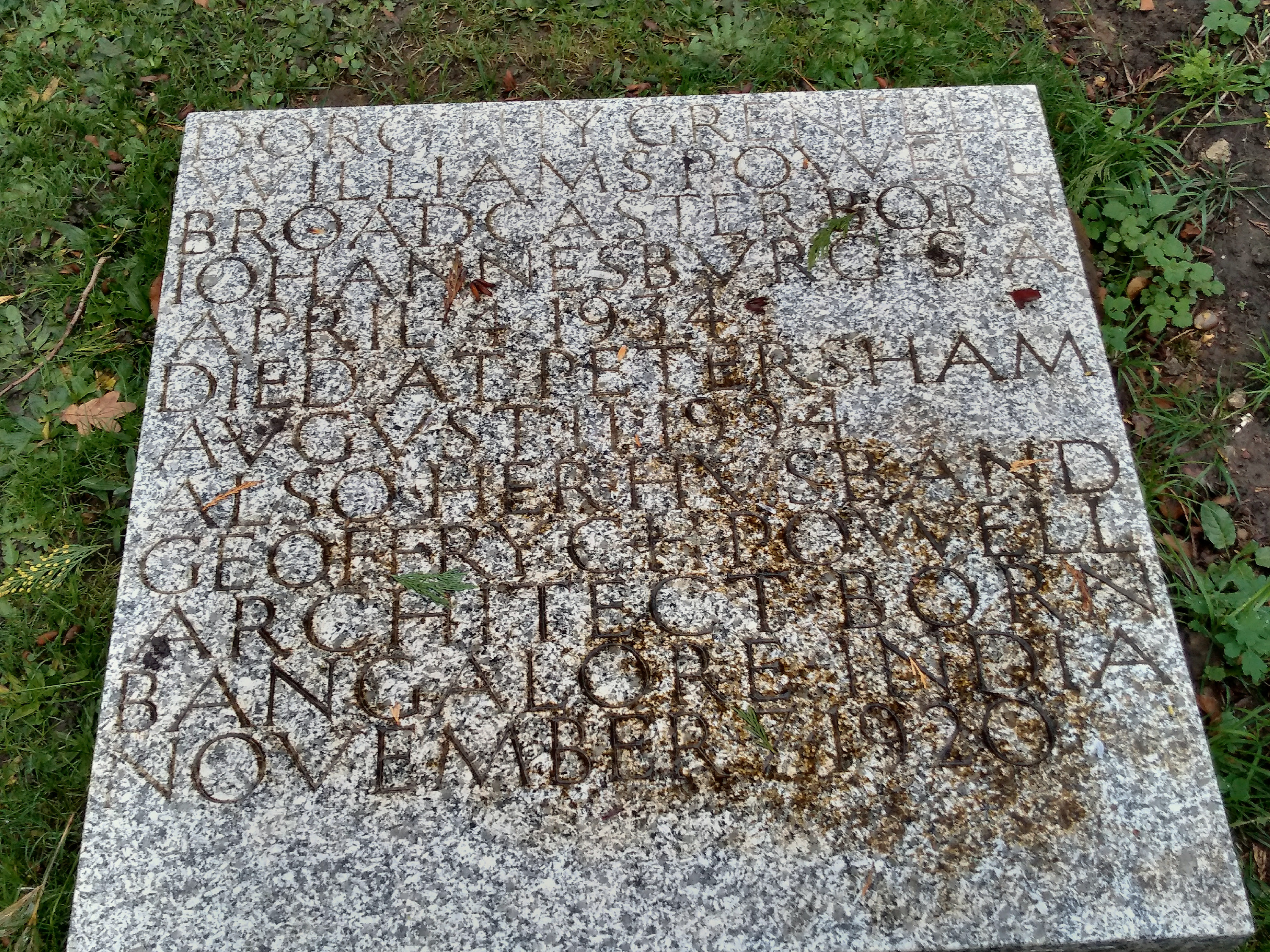
Tombe de Dorothy Grenfell Williams Powell, productrice et présentatrice radio, et de son mari Geoffry Powell, architecte chez Chamberlin, Powell et Bon
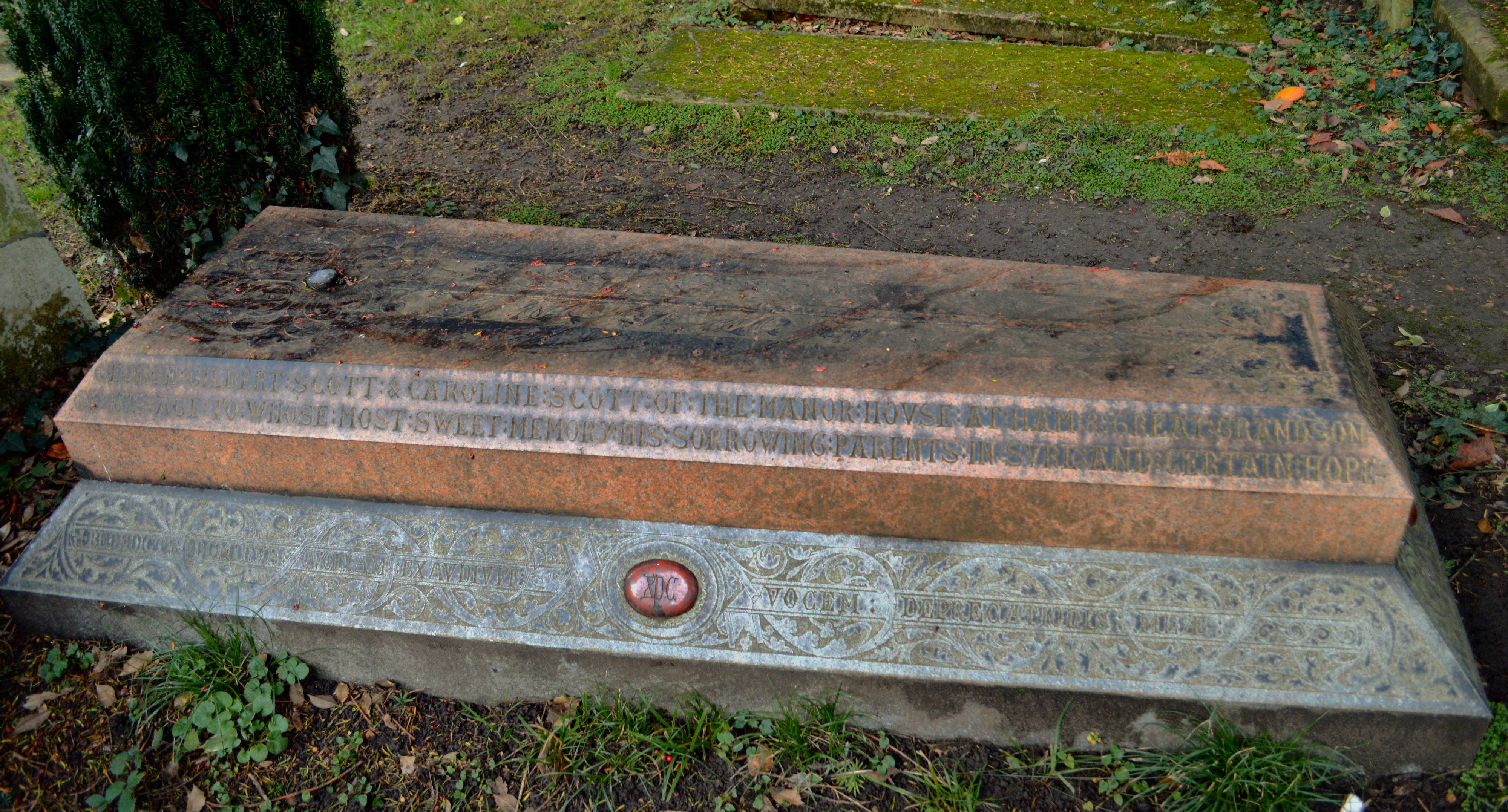
Tombeau d'Albert Henry Scott par Sir George Gilbert Scott
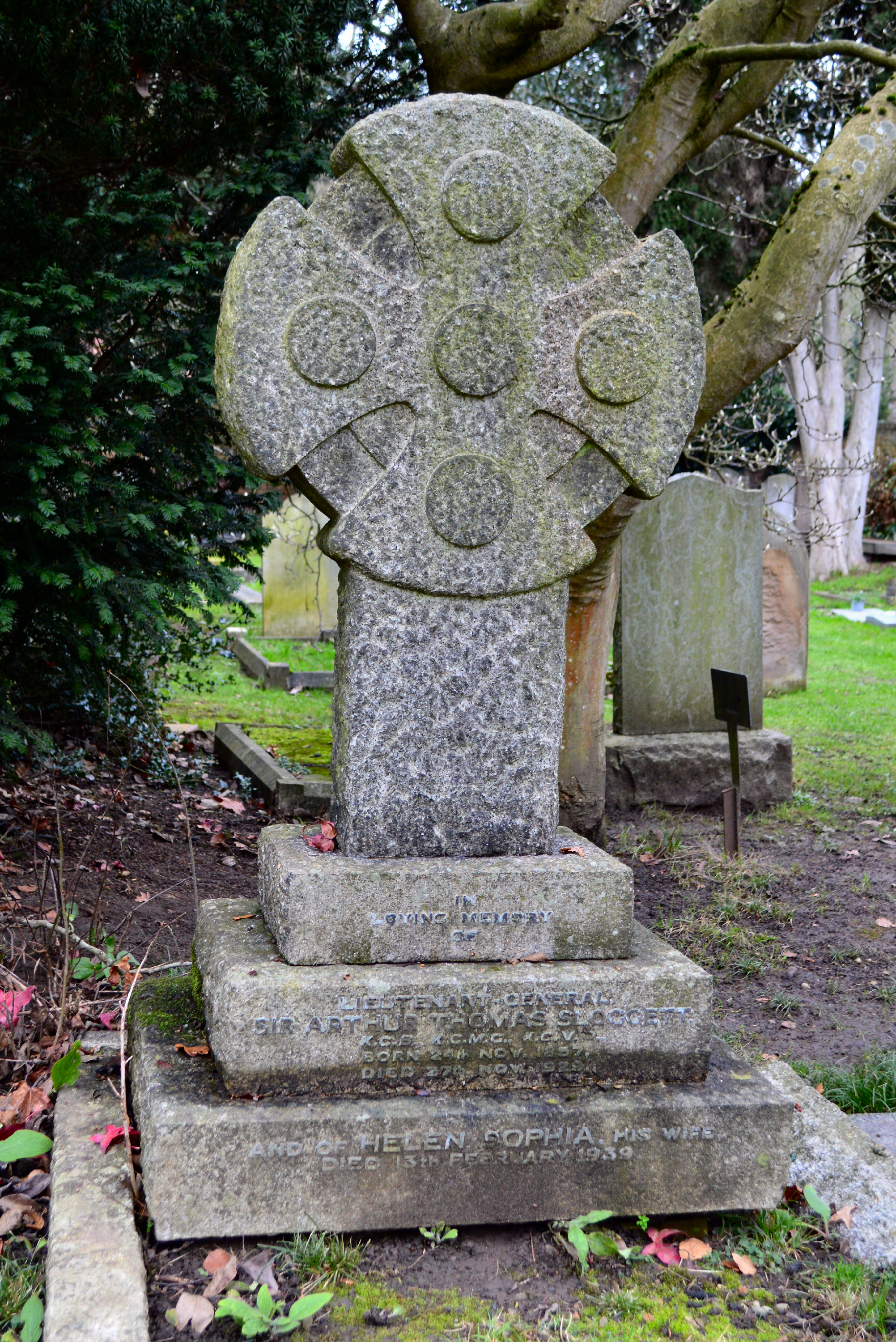
Pierre tombale de Sir Arthur Sloggett
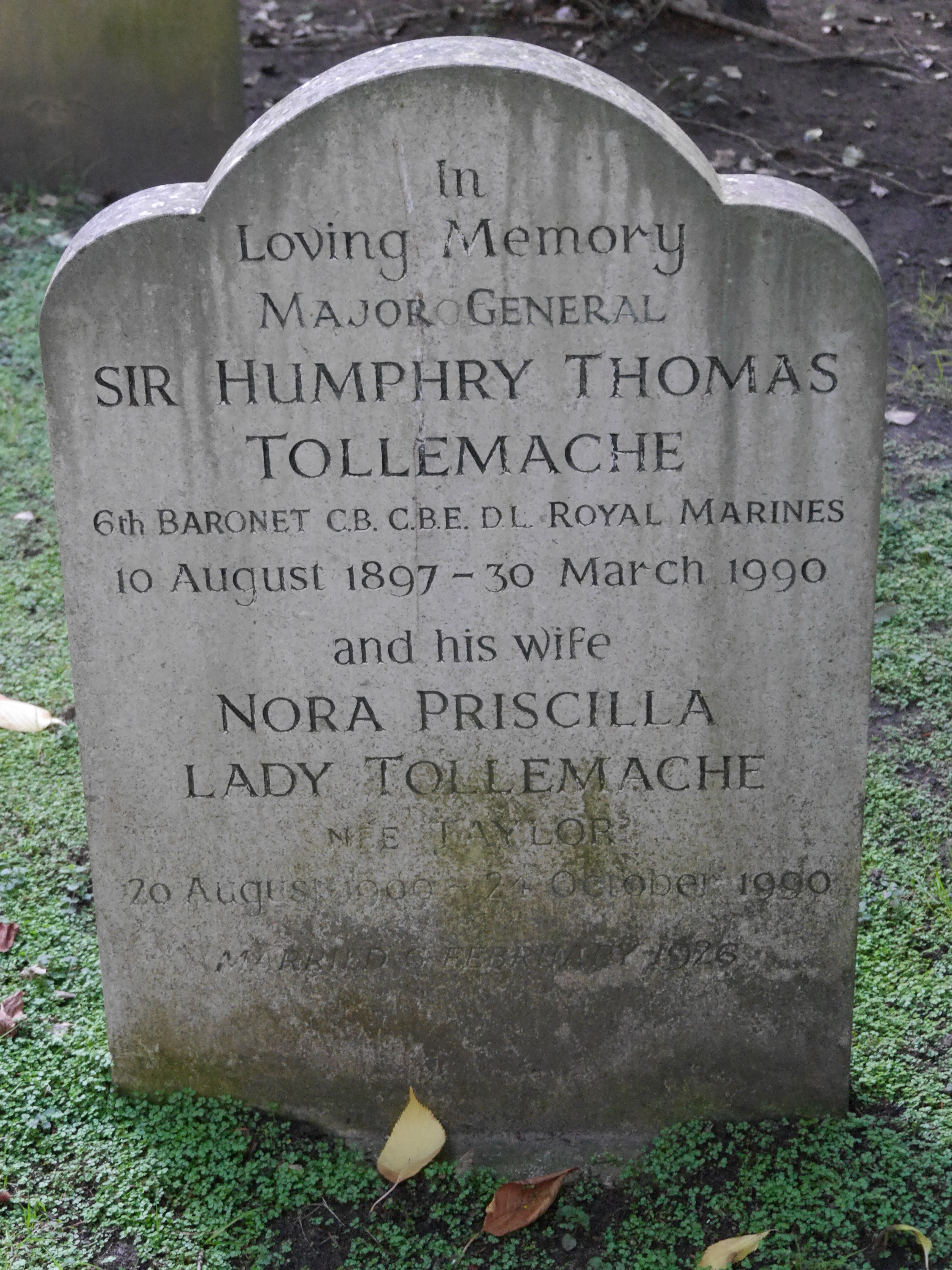
Tombe de Sir Humphrey Tollemache et de son épouse, Nora Priscilla, Lady Tollemache
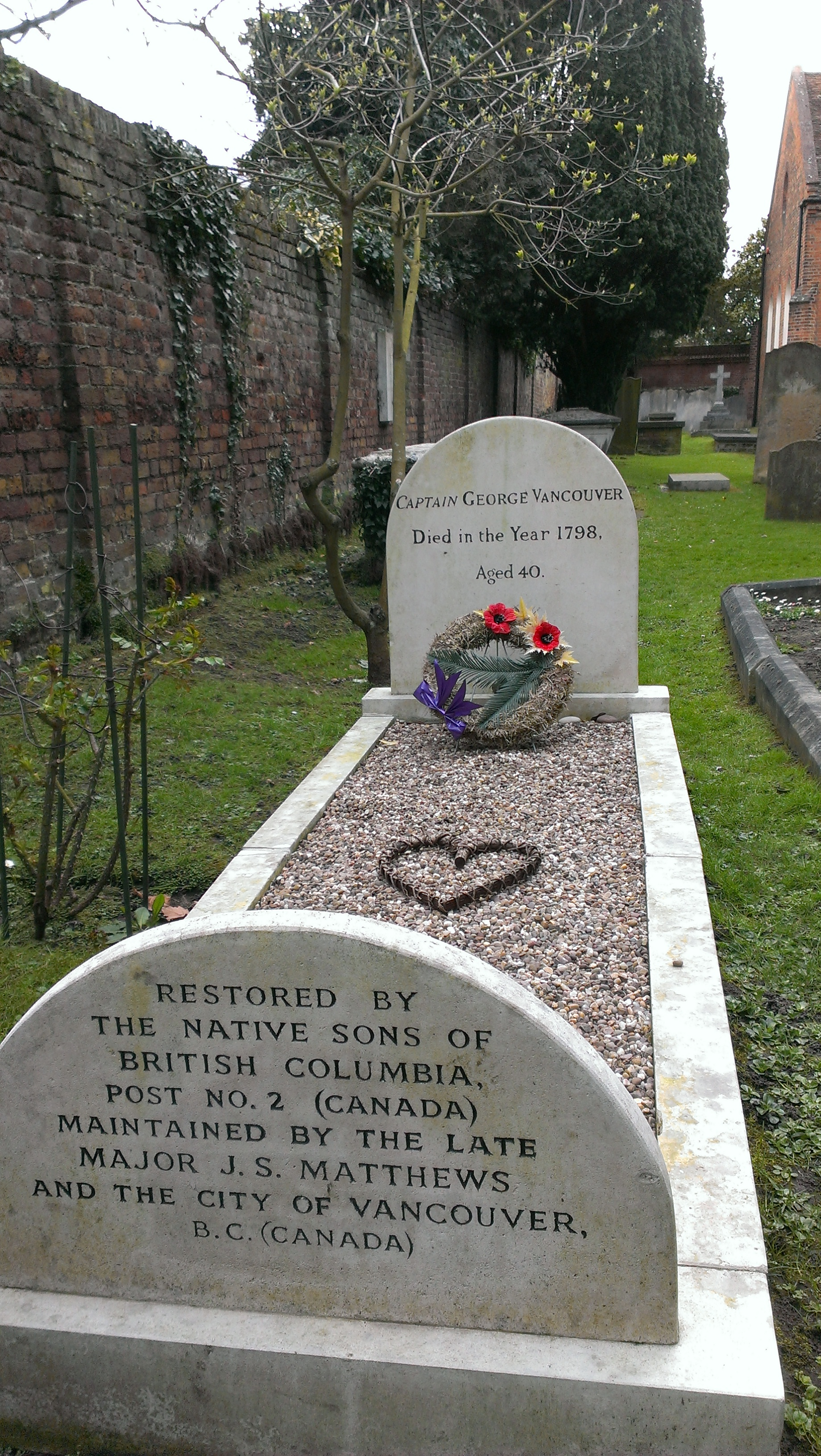
Tombe de George Vancouver
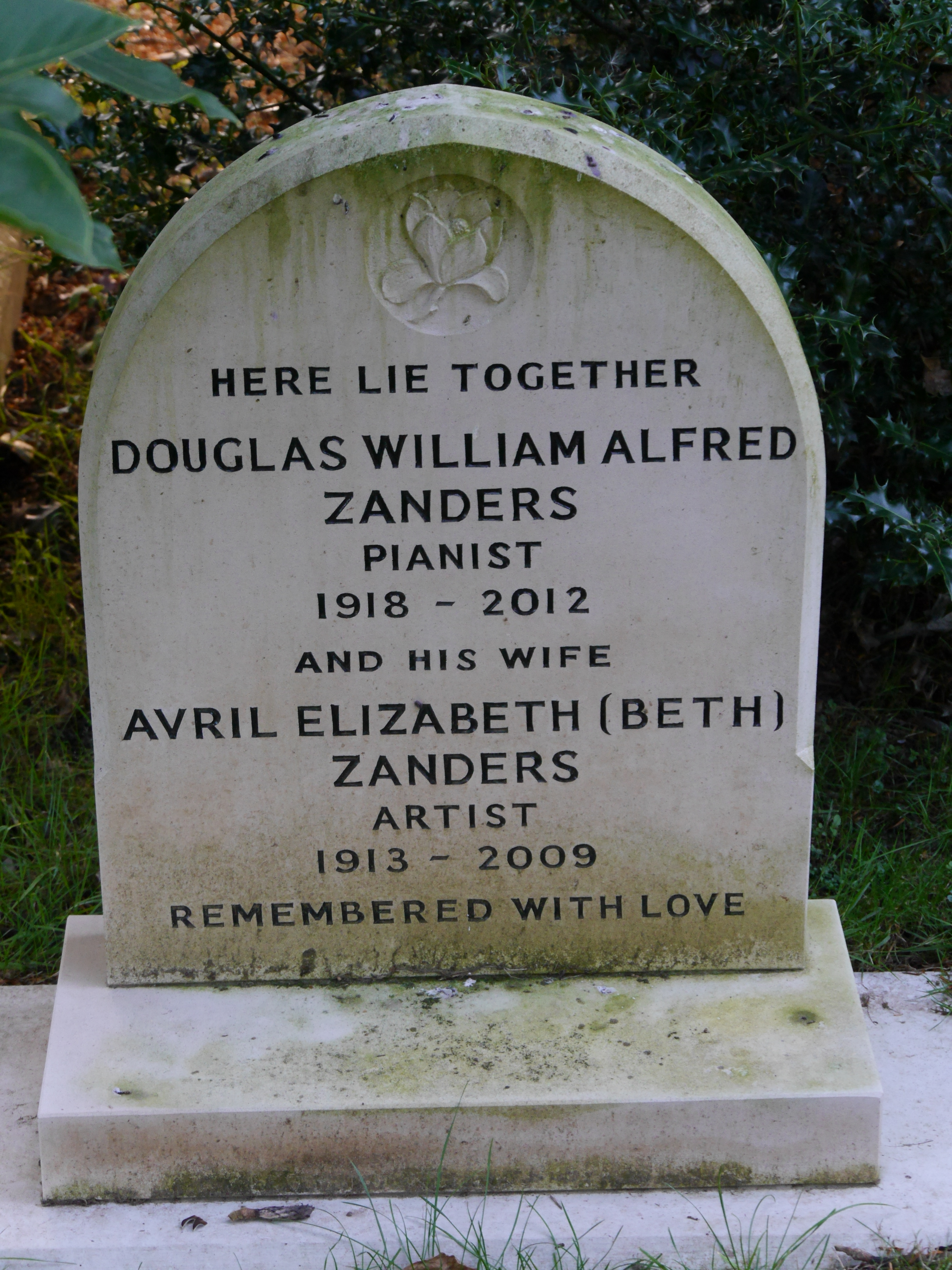
Tombe de l'artiste Beth Zanders et de son mari, le pianiste Douglas Zanders